# اندل ارو
اندل ارو (استونیایی: Endel Eero; ۲۱ نوامبر ۱۹۳۰ – ۷ سپتامبر ۲۰۰۶) سیاستمدار و نماینده سابق مجلس اهل استونی بود.